# Apatura metis
Apatura metis este o specie de fluture găsit în Eurasia.